# Le Concert des Nations
Le Concert des Nations – grupa muzyczna powstała w 1989 z inicjatywy Jordiego Savalla, wykonująca repertuar od muzyki baroku do dzieł romantyzmu. Nazwa pochodzi od dzieła François Couperina Les Nations. Le Concert des Nations jest orkiestrą towarzyszącą La Capella Reial de Catalunya.